# Константиновка (Гурьевский район)
Константи́новка (до 1946 г. — Конрадсвальде, (нем. Konradswalde)) — посёлок, расположенный на северо-востоке Гурьевского городского округа Калининградской области. Входит в состав Добринского сельского поселения. Расстояние до Калининграда 11 км, до Гурьевска 4 км. В 650 метрах от посёлка располагается железнодорожная станция Костантиновка-Новое.

## Население
| 1910 | 1939 | 2002 | 2010 |
| ---- | ---- | ---- | ---- |
| 282  | ↘255 | ↘85  | ↗656 |

## Этимология названия
Посёлок Константиновка назвали в честь штурмана эскадрильи 566-го штурмового авиаполка 277-я штурмовой авиадивизии, 1-й воздушной армии, 3-го Белорусского фронта Тамары Фёдоровны Константиновой, лётчицы, которая в 1946-м году за боевые заслуги получила звание Героя Советского Союза.

## Экономика
Крупным предприятием в посёлке является колхоз «Восход», который занимается производством и продажей молочной продукции. В посёлке строится большой комплекс по выпуску холодильников датскими инвесторами. Посёлок газифицирован в 2008 году.

### Социальная сфера
Муниципальное общеобразовательное учреждение «Константиновская СОШ», Дом культуры с библиотекой, медпункт.

## Достопримечательности
Мемориал на братской могиле советских воинов, погибших в январе 1945 года. Построен в 1950 году.